# احمد بی‌لی، ساعتلی
احمد بی‌لی (به ترکی آذربایجانی: Əhmədbəyli، تا پیش از ۵ اکتبر ۱۹۹۹ تلمان‌کند Telmankənd) یک منطقه مسکونی در جمهوری آذربایجان است که در شهرستان ساعتلی واقع شده است. احمد بی‌لی ۱۴۴۱ نفر جمعیت دارد.